# Чемпионат Нидерландов по международным шашкам среди женщин 1974
Чемпионат Нидерландов по международным шашкам среди женщин 1974 года проведён с 21 сентября по 5 октября в Амстердаме. В турнире по двухкруговой системе сыграли 4 участницы.
Барбара Грас победила во второй раз подряд. Впервые завоевали медали: серебряную Эф Ньювенхёйзен и бронзовую Питье Венбур Хайсма. Прошлогодняя вице-чемпионка Като ван Сеттен-Колпа заняла 4 место.
По итогам турнира проведён отбор на II Чемпионат мира по международным шашкам среди женщин, состоявшийся вновь в конце декабряв Амстердаме.
Барбара Грас и Эф Ньювенхёйзен вышли в финальную четвертку, где заняли 3 и 4 место соответственно, тем самым улучшив результаты 1973 года.

## Результаты
В случае равенства очков второй критерий — число побед, третий — Коэффициент Зоннеборна — Бергера.
| место | имя                   | 1   | 2   | 3   | 4   | очки | побед | ничьи | поражения | коэф. |
| ----- | --------------------- | --- | --- | --- | --- | ---- | ----- | ----- | --------- | ----- |
| 1     | Барбара Грас          |     | 1 1 | 0 2 | 2 2 | 8    | 3     | 2     | 1         | 40    |
| 2     | Эф Ньювенхёйзен       | 1 1 |     | 1 2 | 1 1 | 7    | 1     | 5     | 0         | 39    |
| 3     | Питье Венбур Хайсма   | 2 0 | 1 0 |     | 1 1 | 5    | 1     | 3     | 2         | 31    |
| 4     | Като ван Сеттен-Колпа | 0 0 | 1 1 | 1 1 |     | 4    | 0     | 4     | 2         | 24    |